# Opopaea saaristoi
Espèce
Opopaea saaristoi est une espèce d'araignées aranéomorphes de la famille des Oonopidae.

## Distribution
Cette espèce est endémique de Chypre.

## Étymologie
Cette espèce est nommée en l'honneur de Michael Ilmari Saaristo.

## Publication originale
- Wunderlich, 2011 : Extant and fossil spiders (Araneae). Beiträge zur Araneologie, vol. 6, p. 1-640.